# 巴氏果蝇
巴氏果蝇是一种原产于北美洲的果蝇。通常在烂土豆附近发现。在实验室内它们是以惠勒-克莱顿食物饲养的。